# Jacques Dutronc (1971)
Albums de Jacques Dutronc
L'Aventurier
(1970) Jacques Dutronc
(1972)
Jacques Dutronc (1971) est le cinquième album studio du chanteur français Jacques Dutronc sorti en 1971. Il regroupe la production de Jacques de 1970 et 1971. Un titre de ces deux années-là, À la vie, à l'amour, n'est pas présent sur l'album (repris dans Jacques Dutronc au Casino). Parmi les titres, on trouve L'Arsène, chanson générique de la série télévisée Arsène Lupin, qui s'est très bien vendu et a même été classée nº4 en Suède et nº11 au Portugal, et Le fond de l'air est frais, chanson dont les paroles sont signées Fred, dessinateur de Pilote, et qui a bien marché en 45 tours. À la queue les Yvelynes, un rock jouant sur les noms de ville de ce département est plus proche du point de vue du style de ses débuts. La première chanson est écrite en verlan par Dutronc lui-même, J'ai la cervelle qui faisait des vagues, et fut boudée par les programmateurs, qui ne la comprenaient pas.

## Liste des chansons
| No  | Titre                                      | Durée |
| --- | ------------------------------------------ | ----- |
| 1.  | L'Arsène                                   |       |
| 2.  | Restons français, soyons gaulois           |       |
| 3.  | Ma poule n'a plus que 29 poulets           |       |
| 4.  | Il suffit de leur demander                 |       |
| 5.  | Le Conte de fées                           |       |
| 6.  | Les Parasites                              |       |
| 7.  | Le Monde à l'envers                        |       |
| 8.  | Le fond de l'air est frais                 |       |
| 9.  | À la queue les Yvelines                    |       |
| 10. | Elle m'a dit non, elle m'a dit oui         |       |
| 11. | L'âne est au four et le bœuf est cuit      |       |
| 12. | J'avais la cervelle qui faisait des vagues |       |